# Zelotes helvolus
Zelotes helvolus este o specie de păianjeni din genul Zelotes, familia Gnaphosidae. A fost descrisă pentru prima dată de O. P.-cambridge în anul 1872.
Este endemică în Israel. Conform Catalogue of Life specia Zelotes helvolus nu are subspecii cunoscute.